# Pływanie synchroniczne na Letnich Igrzyskach Olimpijskich 2020 – duety
Duety kobiet były jedną z dwóch konkurencji w pływaniu synchronicznym jakie rozegrano podczas XXXII Letnich Igrzysk Olimpijskich w Tokio. Konkurencja została rozegrana w Tokyo Aquatics Centre w dniach 2–4 sierpnia.
Do rywalizacji przystąpiły 22 duety. W eliminacjach każdy z duetów wykonuje program dowolny oraz techniczny. Każdy program jest oceniany odrębnie. Suma punktów z obu programów decyduje o zajętym miejscu.
Do finału kwalifikuje się 12 najlepszych duetów. W finale każdy z duetów wykonuje program dowolny. Na końcowy wynik składa się ocena uzyskana za program dowolny w finale oraz ocena za program techniczny z eliminacji.

## Terminarz
| Data            |                                 |
| --------------- | ------------------------------- |
| 2 sierpnia 2021 | Eliminacje – program dowolny    |
| 3 sierpnia 2021 | Eliminacje – program techniczny |
| 4 sierpnia 2021 | Finał – program dowolny         |

## Wyniki

### Eliminacje
| Pozycja | Kraj                        | Zawodniczki                                  | Runda dowolna | Runda techniczna | Łącznie  |
| ------- | --------------------------- | -------------------------------------------- | ------------- | ---------------- | -------- |
| 1.      | Rosyjski Komitet Olimpijski | Swietłana Kolesniczenko, Swietłana Romaszyna | 97,9000       | 97,1079          | 195,0079 |
| 2.      | Chiny                       | Huang Xuechen, Sun Wenyan                    | 96,2333       | 95,5499          | 191,7832 |
| 3.      | Ukraina                     | Marta Fiedina, Anastasija Sawczuk            | 94,9333       | 93,8620          | 188,7953 |
| 4.      | Japonia                     | Yukiko Inui, Megumu Yoshida                  | 93,9333       | 93,3409          | 187,2832 |
| 5.      | Kanada                      | Claudia Holzner, Jacqueline Simoneau         | 91,2000       | 91,4798          | 182,7131 |
| 6.      | Włochy                      | Linda Cerruti, Costanza Ferro                | 91,2000       | 91,1035          | 182,3035 |
| 7.      | Austria                     | Anna-Maria Alexandri, Eirini Alexandri       | 90,5000       | 90,3773          | 180,8773 |
| 8.      | Francja                     | Charlotte Tremble, Laura Tremble             | 88,5667       | 87,3474          | 175,9141 |
| 9.      | Holandia                    | Bregie de Brouwer, Noortje de Brouwer        | 88,1667       | 87,2612          | 175,4279 |
| 10.     | Białoruś                    | Wasilina Chandoszka, Darja Kułagina          | 88,0333       | 87,2101          | 175,2434 |
| 11.     | Hiszpania                   | Alisa Ożogina, Iris Tio                      | 88,3000       | 86,9281          | 175,2281 |
| 12.     | Meksyk                      | Nuria Diosdado, Joana Jiménez                | 86,5333       | 86,6190          | 173,1523 |
| 13.     | Stany Zjednoczone           | Anita Alvarez, Lindi Schroeder               | 86,5333       | 86,1960          | 172,7293 |
| 14.     | Wielka Brytania             | Kate Shortman, Isabelle Thorpe               | 84,7333       | 85,1548          | 169,8881 |
| 15.     | Izrael                      | Eden Blecher, Shelly Bobritsky               | 84,6333       | 83,8580          | 168,4913 |
| 16.     | Kazachstan                  | Aleksandra Niemicz, Jekaterina Niemicz       | 83,8687       | 83,2338          | 167,1005 |
| 17.     | Liechtenstein               | Lara Mechnig, Maurice Schierscher            | 83,0333       | 83,2489          | 166,2822 |
| 18.     | Kolumbia                    | Estefanía Álvarez, Monica Arango             | 81,9667       | 82,0526          | 164,0193 |
| 19.     | Egipt                       | Laila Ali, Hanna Hiekal                      | 78,9000       | 77,8625          | 156,7625 |
| 20.     | Australia                   | Emily Rogers, Amie Thompson                  | 76,3667       | 75,5343          | 151,9010 |
| 21.     | Południowa Afryka           | Clarissa Johnston, Laura Strugnell           | 72,1667       | 70,9099          | 143,0766 |
| 22.     | Grecja                      | Evangelia Papazoglou, Evangelia Platonioti   | 88,1667       | DNS              | DNS      |

### Finał
| Kraj                        | Zawodniczki                                  | Runda techniczna | Runda dowolna | Łącznie  | Pozycja |
| --------------------------- | -------------------------------------------- | ---------------- | ------------- | -------- | ------- |
| Rosyjski Komitet Olimpijski | Swietłana Kolesniczenko, Swietłana Romaszyna | 97,1079          | 98,8000       | 195,9079 | złoto   |
| Chiny                       | Huang Xuechen, Sun Wenyan                    | 95,5499          | 96,9000       | 192,4499 | srebro  |
| Ukraina                     | Marta Fiedina, Anastasija Sawczuk            | 93,8620          | 95,6000       | 189,4620 | brąz    |
| Japonia                     | Yukiko Inui, Megumu Yoshida                  | 93,3499          | 94,4667       | 187,8186 | 4.      |
| Kanada                      | Claudia Holzner, Jacqueline Simoneau         | 91,4798          | 93,0000       | 184,4798 | 5.      |
| Włochy                      | Linda Cerruti, Costanza Ferro                | 91,1035          | 92,4667       | 183,5702 | 6.      |
| Austria                     | Anna-Maria Alexandri, Eirini Alexandri       | 90,3773          | 91,8000       | 182,1773 | 7.      |
| Francja                     | Charlotte Tremble, Laura Tremble             | 87,3474          | 89,6333       | 176,9807 | 8.      |
| Holandia                    | Bregie de Brouwer, Noortje de Brouwer        | 87,2612          | 88,9000       | 176,1612 | 9.      |
| Hiszpania                   | Alisa Ożogina, Iris Tió                      | 86,9281          | 88,6667       | 175,5948 | 10.     |
| Białoruś                    | Wasilina Chandoszka, Darja Kułagina          | 87,2101          | 87,8000       | 175,0101 | 11.     |
| Meksyk                      | Nuria Diosdado, Joana Jiménez                | 86,6190          | 86,5667       | 173,1857 | 12.     |